# SS-Führungshauptamt
SS-Führungshauptamt (Hlavní velící úřad SS), zkráceně SS-FHA, bylo operační velitelství Schutzstaffel (SS) za druhé světové války.
Hlavní velící úřad SS byl zodpovědný za správu důstojnických škol (Junkerschulen), zdravotnických služeb a platových sazeb. Úřad rovněž působil jako správní a operační velitelství Waffen-SS, byl zodpovědný za organizaci a bojové složení jednotek SS, i za zásobování, vybavení, výcvik nebo inspekce jednotek. Roku 1944 měl SS-FHA kolem 450 pracovníků.

## Vznik
SS-Führungshauptamt, který spadal pod přímé velení Reichsführera-SS Heinricha Himmlera, byl zformován v roce 1940 z některých oddělení hlavního úřadu SS (SS-Hauptamt) a Allgemeine SS. Jeho hlavním úkolem bylo operační řízení Waffen-SS, rozvíjející hlavní politiku na nábor a řízení speciálních osobních požadavků. Od roku 1942 byl nábor Algemeine SS zastaven jako následek druhé světové války, čímž je myšleno, že místní jednotky byly zodpovědné za svou vlastní údržbu.
Hlavní velící úřad SS měl také přednostní právo nad všemi složkami ozbrojených sil ve výběru branců. Podobně byla v roce 1941 služba u Waffen-SS povinná pro všechny členy Algemeine-SS. SS-FHA měl také na starosti přijímání všech osob, které chtěly dobrovolně přeložit do Waffen-SS poté, co byly přijaty do jakékoliv jiné vojenské složky nacistického Německa. K těm později patřila i organizace Hitlerjugend.

## Velitelé úřadu

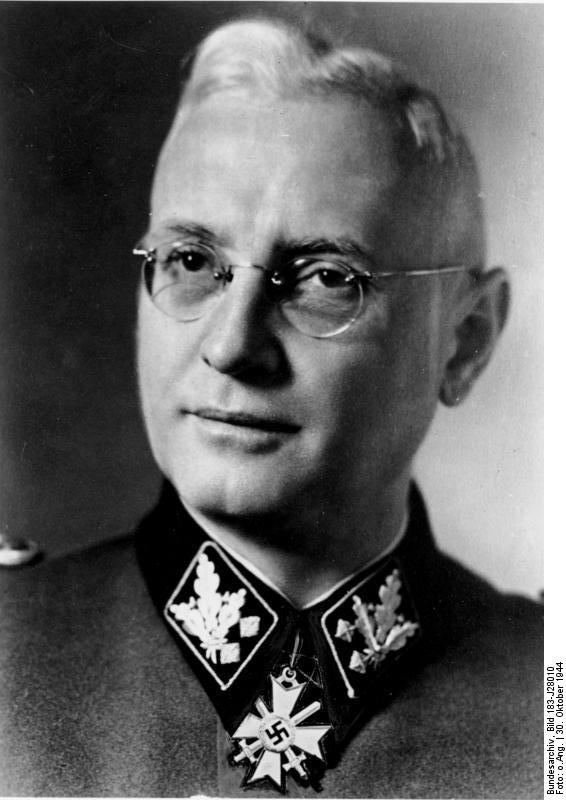
Hans Jüttner, velitel SS-Führungshauptamt mezi lety 1943 a 1945

- Reichsführer-SS Heinrich Himmler (15. srpen 1940 – 30. leden 1943)
- SS-Obergruppenführer Hans Jüttner (30. leden 1943 – květen 1945)

## Organizace
- Skupina úřadu A (Amtsgruppe A) Organizace, zaměstnanci a zásobování (Organisation, Personal, Versorgung)

- - Amt I – Velící úřad Allgemeine-SS (Kommandoamt der Allgemeinen-SS) – Leo Petri
  - Amt II – Velící úřad Waffen-SS (Kommandoamt der Waffen-SS) – Paul Hausser
  - Amt III – Hlavní kancelář (Zentralkanzlei) – Leo Petri
  - Amt IV – Správní oddělení (Verwaltungsamt) – Franz Müller
  - Amt V – Personální oddělení (Personalamt) – Kurt Knoblauch
  - Amt VI – Kancelář pro výcvik jezdců a řidičů (Reit und Fahrwesen) – Hermann Fegelein
  - Amt VII – Kancelář pro zásobovací záležitosti (Nachschubwesen) – Reinhold Ziersch
  - Amt VIII – Zbrojní úřad (Waffenamt) – Otto Jungkunz, poté Heinrich Gärtner
  - Amt IX – Technické vybavení a stroje (Technische Ausrüstung und Maschinen) – Albert Lay
  - Amt X – Správa motorových vozidel (Kraftfahrzeugwesen)

- Skupina úřadu B (Amtsgruppe B) Výcvik (Ausbildung) – Kurt Knoblauch

- - Amt XI – Důstojnický výcvik (Führer-Ausbildung) a důstojnické kadetní školy SS (mit SS-Junkerschulen) – Peter Hansen, poté Werner Dörffler-Schuband
  - Amt XII – Poddůstojnický výcvik (Unterführer-Ausbildung) a poddůstojnické výcvikové školy SS (mit SS-Unterführerschulen) – Alfred Borchert

- Skupina úřadu C (Amtsgruppe C) Inspekce (Inspektionen) Walter Krüger

- - Inspektion 2 – Pěší a horské jednotky (Infanterie und Gebirgstruppen) – Walter Krüger, poté Gottfried Klingemann a následně Karl von Oberkamp
  - Inspektion 3 – Jezdectvo (Kavallerie) – Hermann Fegelein, poté Karl von Oberkamp, následně Waldemar Fegelein
  - Inspektion 4 – Dělostřelectvo (Artillerie) – Peter Hansen
  - Inspektion 5 – Ženisté / Technici (Pioniere/Techniker) – Alfred Karrasch, poté Edmund Frosch
  - Inspektion 6 – Tankové jednotky (Panzertruppen) – Karl von Fischer-Treuenfeld, poté Karl von Oberkamp a následně Johannes Mühlenkamp
  - Inspektion 7 – Zpravodajské jednotky (Nachrichtentruppen) – Wilhelm von Dufais, poté Wilhelm Keilhaus
  - Inspektion 8 – Jednotky polní údržby (Feldzeug und Instandsetzungstruppen)
  - Inspektion 9 – Zásobovací jednotky (Versorgungstruppen) – Wilhelm Küper
  - Inspektion 10 – Jednotky autoparků (Kraftfahrparktruppen) – Georg-Henning von Bassewitz-Behr
  - Inspektion 11 – Zdravotní jednotky (Sanitätstruppen) – Dr. Carl Blumenreuter
  - Inspektion 12 – Technické kurzy (Technische Lehrgänge)
  - Inspektion 13 – Protiletadlové dělostřelectvo (Flakartillerie)  Friedrich Gutberlet

- Skupina úřadu D (Amtsgruppe D) Zdravotní záležitosti Waffen-SS (Sanitätswesen der Waffen-SS) – Dr. Ernst-Robert Grawitz poté Dr. Karl Genzken

- - Amt XIII – Správa (Verwaltung) – Dr. Ludwig Blies
  - Amt XIV – Dentalní oddělení (Zahnwesen)
  - Amt XV – Zásobování (Versorgung)
  - Amt XVI – Lékařská péče (Ärztliche Behandlung)